# 뒤딩엔역
뒤딩엔역(독일어: Bahnhof Düdingen)은 스위스 프리부르주 뒤딩엔시에 있는 기차역이다. 스위스 연방 철도의 표준궤 로잔-베른선의 중간 정류장이다.

## 운행편
2021년 12월 시간표 변경에 따라 뒤딩엔에서 다음 서비스가 정차한다.
- RER 프리부르 RE / RE : 뷜까지 30분 간격 운행, 베른까지 1시간 간격 운행.
- 베른 S-반 S1 : 프리부르와 툰 사이를 30분 간격으로 운행.